# إديث غروسمان
إديث غروسمان (بالإنجليزية: Edith Grossman) ـ (ولدت في 22 مارس 1936) هي مترجمة أدبية أمريكية تعد واحدة من أهم مترجمي أدب أمريكا اللاتينية من الإسبانية إلى الإنجليزية في القرن العشرين. قامت بترجمة أعمال عدد من أدباء أمريكا اللاتينية الفائزين بجائزة نوبل، كان من أبرزهم ماريو فارغاس يوسا وغابرييل غارسيا ماركيز، إلى جانب أعمال مايرا مونتيرو وأوغوستو مونتيروسو وخوليان ريوس وألبارو موتيس وخايمي مانريكي.

## وصلات خارجية
- إديث غروسمان على موقع ميوزك برينز (الإنجليزية)